# Pieter de Grebber

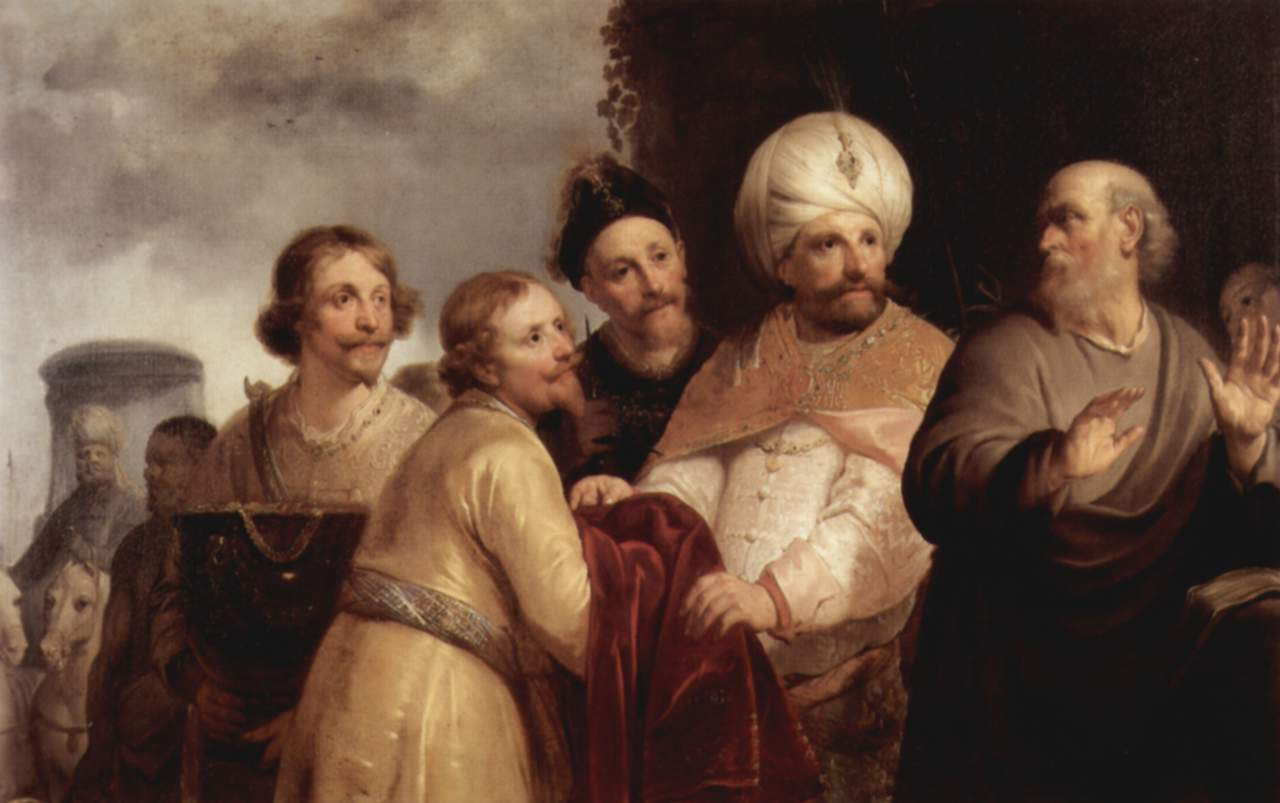
Eliseo rehusando los regalos de Naamán, óleo sobre lienzo, 120 x 185,5 cm, Haarlem, Museo Frans Hals.

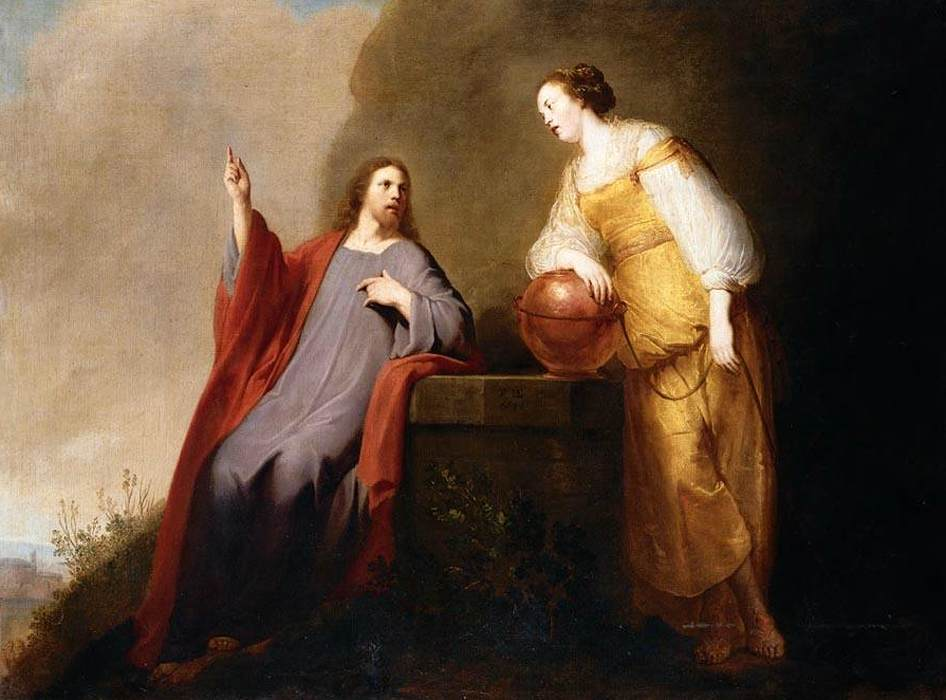
Jesús y la samaritana, firmado y fechado «PG 1634», óleo sobre lienzo, 107 x 143 cm, Madrid, colección privada, antes en la colección del infante Sebastián de Borbón.

Pieter Fransz. de Grebber (Haarlem, c. 1600 - 1652/1653) fue un pintor y grabador neerlandés. Destacado representante del clasicismo de Haarlem, contó con numerosos discípulos y seguidores.

## Biografía
Pieter de Grebber, nacido en Haarlem hacia 1600, descendía de una familia católica de artistas. Su padre Frans Pietersz. de Grebber (1573–1643), era un pintor, bordador y marchante de arte de Haarlem donde había alcanzado cierto renombre, teniendo como discípulos, además de a sus propios hijos Albert y María, quien más adelante llegaría a ser la suegra de Gabriel Metsu, a Pieter Jansz Saenredam y Judith Leyster entre otros. Aunque del mismo modo Pieter debió de iniciarse en el aprendizaje de la pintura en el taller paterno es posible que también tuviese como maestro a Hendrick Goltzius hasta la muerte de este, en 1616.
Sus primeras obras fechadas datan de 1622: Caritas, actualmente conservada en el Frans Hals Museum de Haarlem, y Una madre con sus tres hijos del Museum of Fine Arts de Houston (Texas). En 1628 fechó Las siete obras de misericordia del Frans Hals Museum, pintadas para la sala de las institutrices del asilo de ancianos de Haarlem, sin embargo, hasta 1632 no se inscribió como pintor independiente en el gremio de San Lucas de su ciudad natal, del que en 1642 fue nombrado decano. 
Pintó retablos para las iglesias católicas clandestinas de los Países Bajos, las llamadas Schuilkerk. Pero recibió también encargos importantes del estatúder Federico Enrique, lo que le llevó a trabajar entre 1638 y 1650 en la región de La Haya, participando en la decoración de los palacios de Noordeinde y Huis ten Bosch.
Además de los cuadros de historia sagrada y profana que constituyeron su especialidad se conservan una veintena de retratos, en su mayor parte de sacerdotes católicos, un elevado número de dibujos y alguna estampa. Proporcionó también los dibujos para al menos un tapiz y la decoración de un techo. En 1649 publicó un pequeño opúsculo titulado Regulen: Welcke by een goet Schilder en Teyckenaer geobserveert en achtervolght moeten werden; Te samen ghestelt tot lust van de leergierighe Discipelen (Reglas que deben ser observadas y seguidas por todo buen pintor y dibujante), en el que enumeraba las once reglas que un pintor clasicista debía respetar.
Influido por los caravaggistas de la Escuela de Utrecht y por Rubens, a quien visitó con su padre en Amberes en 1618, desarrolló un estilo propio, caracterizado por la claridad de su composición y la utilización de una paleta de colores claros. Tuvo como discípulos a Nicolaes Berchem, Egbert van Heemskerck y Dirck Helmbreeker entre otros.

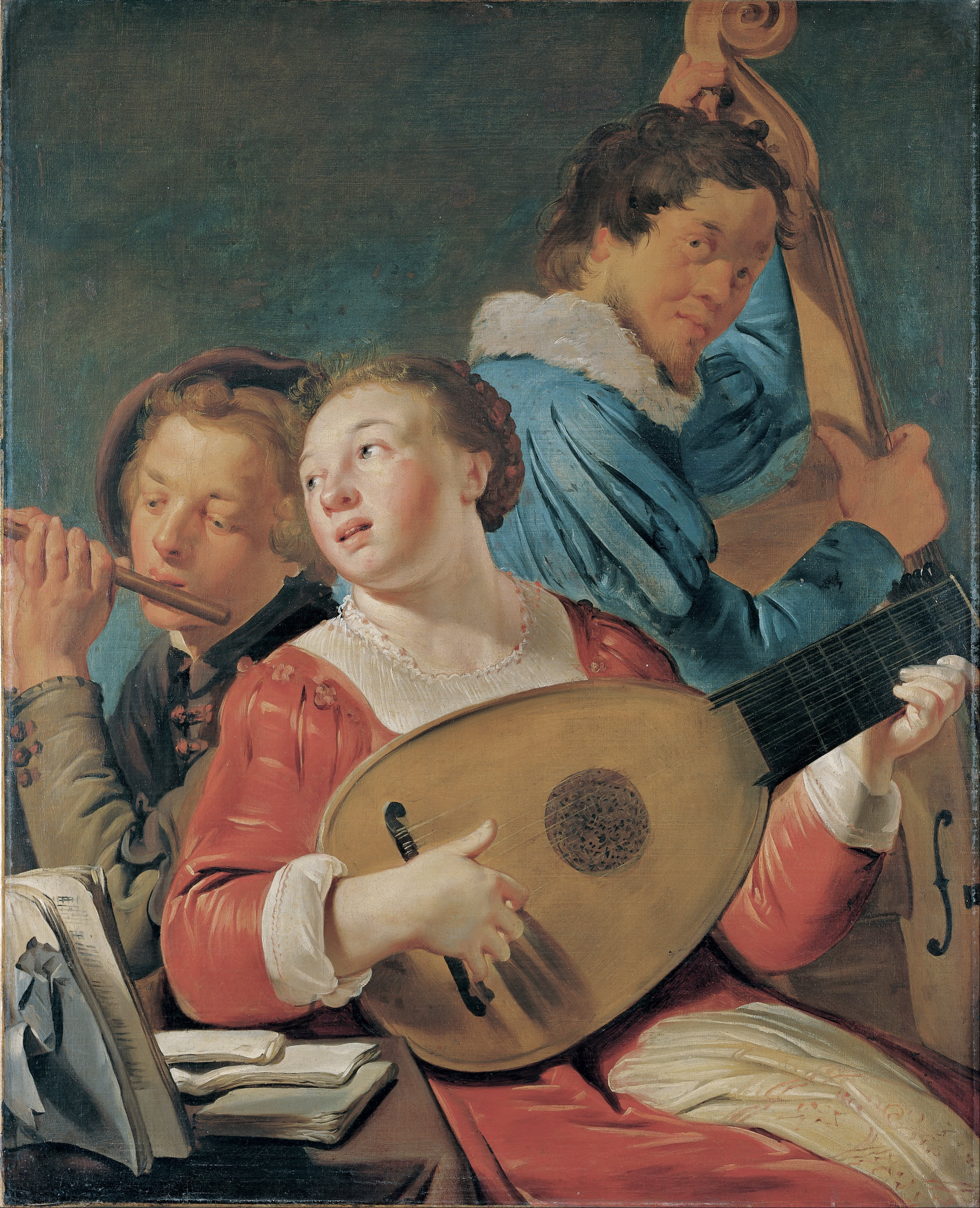
Músicos, óleo sobre lienzo, 91 x 74 cm, Bilbao, Museo de Bellas Artes.